# هيرميون كورفيلد
هيرميون إيسلا كونينغهام كورفيلد (مواليد 19 ديسمبر 1993) هي ممثلة إنجليزية. ظهرت في أفلام منها "المهمة المستحيلة - الأمة المارقة" (2015)، و "السيد هولمز" (2015)، و "كبرياء وتحامل والزومبي" (2016)، و "XXX: عودة زاندر كيج" (2017)، و "حرب النجوم: الجيداي الأخير" (2017)، و "روست كريك" (2018) و "المنبوذون" (2021).
في التلفزيون، اشتهرت بأدوارها في الدراما "ذا هالسيون" على قناة ITV (2017) ومسلسل سلسلة الجريمة "نحن نصطاد معًا" على قناةAlibi (2020).

## حياتها المبكرة
ولدت هيرميون في لندن، وهي ابنة ريتشارد كونينجهام كورفيلد ولديها شقيقان. حضرت هيرميون مدرسة داون هاوس في كولد آش، وهي قرية بالقرب من نيوبري في بيركشاير.درست هيرميون الأدب الإنجليزي في جامعة لندن كوليدج لندن قبل أن تأخذ دورة تدريبية في التمثيل في مسرح لي ستراسبيرج ومعهد السينما في نيويورك.  

## مسارها المهني
ظهرت هيرميون لأول مرة في عام 2014 مع Colton's Big Night، وهو جزء من فيلم 50 Kisses، من إخراج سيباستيان سولبرغ، حيث جسدت شخصية تدعى آنا. في عام 2015، لعبت دور البطولة بجانب إيان ماكيلين ولورا ليني في فيلم السيد هولمز، وظهرت في المهمة المستحيلة: أمة مارقة إلى جانب توم كروز.
عملت أيضًا مع بينيلوبي كروز في حملة إعلانية لشركة Schweppes. في عام 2014، اختيرت لأداء دور جابرييل جيفنز في فيلم Fallen. في عام 2016، ظهرت في كبرياء وتحامل وزومبي بدور كاساندرا. في عام 2017، ظهرت في فيلم XXX: عودة Xander Cage إلى جانب مع فين ديزل، وفي فيلم الملك آرثر: أسطورة السيف من إخراج غي ريتشي، وظهرت في حرب النجوم: The Last Jedi بدور تالي لينترا، وهي طيارة وقائدة تابعة للمقاومة وتقوم بقيادة طائرة A-Wing. قامت أيضًا بلعب بطولة الدراما التلفزيونية The Halcyon على قناة ITV بدور إيما جارلاند.
شاركت في فيلم Bees Make Honey الذي صدر في عام 2017، وفي فيلم الكوميديا البريطاني Slaughterhouse Rulez الذي صدر في عام 2018، إلى جانب آسا باترفيلد، وفين كول، ومايكل شين، ونيك فروست، وسيمون بيج.
حصلت كورفيلد على إعجاب النقاد من خلال أدائها في فيلم Rust Creek الذي تم عرضه في دور السينما في 4 يناير 2019. قامت بأداء إحدى الشخصيات المركزية في مسلسل التلفزيون We Hunt Together الذي عرض في عام 2020.

## فيلموغرافيا

### فيلم
| عام  | عنوان                       | الدور                                           | ملحوظة                       |
| ---- | --------------------------- | ----------------------------------------------- | ---------------------------- |
| 2014 | 50 قبلات                    | آنا                                             | الجزء: "ليلة كولتون الكبيرة" |
| 2015 | السيد هولمز                 | ماتي "آن كيلموت"                                |                              |
| 2015 | المهمة: مستحيلة - أمة مارقة | سجل متجر أمين الصندوق / وكيل صندوق النقد الدولي |                              |
| 2016 | كبرياء وتحامل وزومبي        | كاساندرا فيذرستون                               |                              |
| 2016 | سقط                         | غابرييل "غابي" جيفنز                            |                              |
| 2017 | XXX: عودة Xander Cage       | أينسلي                                          |                              |
| 2017 | الملك آرثر: أسطورة السيف    | سيرين 3                                         |                              |
| 2017 | حرب النجوم: The Last Jedi   | Tallissan "Tallie" Lintra                       |                              |
| 2018 | النحل يصنع العسل            | تاتيانا                                         |                              |
| 2018 | المسلخ Rulez                | كليمي لورانس                                    |                              |
| 2019 | رست كريك                    | سوير سكوت                                       |                              |
| 2019 | ولد ملكا                    | الأميرة ماري                                    |                              |
| 2019 | حمى البحر                   | Siobhán                                         |                              |
| TBA  | الأسوياء                    | أمل                                             |                              |

### التلفاز
| عام  | عنوان         | الدور        | ملاحظات        |
| ---- | ------------- | ------------ | -------------- |
| 2016 | المسعى        | كاسي واتكينز | الحلقة: "Prey" |
| 2017 | هالسيون       | إيما جارلاند | 8 حلقات        |
| 2020 | نحن نصطاد معا | فريدي لين    | الدور القيادي  |

## روابط خارجية
- هيرميون كورفيلد على موقع IMDb (الإنجليزية)
- هيرميون كورفيلد على موقع روتن توميتوز (الإنجليزية)
- هيرميون كورفيلد على موقع ألو سيني (الفرنسية)
- هيرميون كورفيلد على موقع أول موفي (الإنجليزية)
- هيرميون كورفيلد على موقع قاعدة بيانات الفيلم (الإنجليزية)
- هيرميون كورفيلد على موقع كينوبويسك (الروسية)
- mionecorfield على تويتر.